# Manio Acilio Balbo (cónsul 150 a. C.)
Manio Acilio Balbo  fue un magistrado romano elegido cónsul en el año 150 a. C. junto con Tito Quincio Flaminino.
Su consulado es mencionado por Cicerón  y Plinio el Viejo.